# Sulawesimuskaatduif
De Sulawesimuskaatduif (Ducula forsteni) is een vogel uit de familie der Columbidae (Duiven en tortelduiven). De vogel is genoemd naar de Nederlandse natuuronderzoeker Eltio Alegondas Forsten (1811-1843).

## Verspreiding en leefgebied
Deze soort is endemisch op het Indonesische eiland Sulawesi, dat vroeger Celebes heette.